# SLS Dubai
SLS Dubai est un gratte-ciel en construction à Dubaï aux Émirats arabes unis. Ils s'élève à 336 mètres pour 78 étages. Son achèvement a eu lieu en 2020.